# Erik Åsbrink
Erik Åsbrink (ur. 1 lutego 1947 w Sztokholmie) – szwedzki ekonomista, polityk i urzędnik państwowy, działacz Szwedzkiej Socjaldemokratycznej Partii Robotniczej, w latach 1990–1991 minister bez teki, w latach 1996–1999 minister finansów.

## Życiorys
Z wykształcenia ekonomista, absolwent Wyższej Szkoły Handlowej w Sztokholmie. Pracował w administracji rządowej i we frakcji socjaldemokratów w Riksdagu. W latach 1982–1990 był sekretarzem stanu w resorcie finansów. Od 1990 do 1991 pełnił funkcję ministra bez teki w rządzie Ingvara Carlssona (podlegał wówczas ministrowi finansów). Kierował następnie państwową agencją budownictwa Byggnadsstyrelsen oraz kontrolowanym przez państwo przedsiębiorstwem Vasakronan (działającym w branży nieruchomości). W drugiej połowie lat 90. poseł do Riksdagu. Faktycznie przez większość okresu nie wykonywał mandatu w związku z pełnieniem w latach 1996–1999 funkcji ministra finansów w gabinecie Görana Perssona
Obejmował później stanowiska dyrektora Wyższej Szkoły Handlowej w Sztokholmie oraz prezesa Försäkringskassan, państwowej agencji ubezpieczeń społecznych. Od 2007 do 2011 był członkiem Finanspolitiska rådet, rządowego organu doradczego w sprawach podatkowych. W 2011 został doradcą banku inwestycyjnego Goldman Sachs. Zarządzał również funduszem emerytalnym Alecta.
Zawarł związek małżeński z polityk Ylva Johansson; po kilkunastu latach para ogłosiła separację.